# 马达沃纳加尔
马达沃纳加尔（Madhavnagar），是印度马哈拉施特拉邦桑利县的一个城镇。总人口10993（2001年）。

## 人口
该地2001年总人口10993人，其中男性5657人，女性5336人；0—6岁人口1293人，其中男690人，女603人；识字率73.99%，其中男性为80.34%，女性为67.26%。